# АНТ-29
АНТ-29 («дальний (двухместный) истребитель пушечный первый» ДИП-1) — пушечный опытный двухместный истребитель, разработанный в ОКБ Туполева в Конструкторской бригаде Павла Сухого в 1934 году и проходивший испытания до 1936 года.

## История создания
Изобретателем Л. В. Курчевским в конце 1920-х годов были разработаны безоткатные динамо-реактивные пушки для самолетов, в производстве получившие название «авиационные пушки Курчевского» (АПК).
Появление нового вида вооружения повлияло на выработку требований ВВС РККА к самолётам-истребителям, на которые предполагалось устанавливать динамо-реактивные пушки. 
26 июня 1930 года были обнародованы ориентировочные требования к пушечному истребителю. Ровно через год в КБ Туполева поступили уточнённые требования на новый разрабатываемый самолёт, получивший название АНТ-29 «дальний (двухместный) истребитель пушечный первый» ДИП-1. В конце декабря эти требования были скорректированы ещё раз. Предполагалось оснастить истребитель двумя моторами М-34 по 750 л. с.
В 1932 году в Отделении А.А.Архангельского в КБ Туполевабыли начаты проектные работы и постройка прототипа. Проектную бригаду возглавлял П. О. Сухой.
Проектирование истребителя шло «вокруг» орудия. Авиационная пушка Курчевского АПК-8, которой оснащался самолёт, имела калибр 102 мм и длину 4 м. Она выступала за передний обвод фюзеляжа, а труба для отвода газов заканчивалась за вертикальным оперением. Помимо пушки устанавливались два пулемёта и турельный пулемёт стрелка-наблюдателя. Самолёт был спроектирован по схеме цельнометаллического свободнонесущего низкоплана с гладкой обшивкой (один из первых в СССР), двумя двигателями, убирающимся шасси и закрытыми кабинами лётчика и стрелка. По компоновке самолёт представлял собой развитие истребителя Ми-3, но при этом имел меньшие размеры.
Постройку истребителя планировалось завершить к 1 декабря 1933 года, но из-за большого числа изменений в конструкции строительство самолета затягивалось. На прототип поставили двигатели М-100, представлявшие собой советский вариант французских моторов Испано-Сюиза 12 Ybrs мощностью по 760 л. с.
Основные работы начались в сентябре 1934 года и завершились через пять месяцев. 3 февраля 1935 года самолёт был направлен на испытания. 14 февраля лётчик-испытатель Н. П. Благин совершил на нём первый полёт. Самолёт оказался неустойчивым на всех режимах полёта; система охлаждения двигателей, рули высоты и направления нуждались в переработке. Требовались испытания вооружения, механизма уборки шасси, радиооборудования. После четырёх полётов испытания прервали для доработки самолёта.
В ноябре 1935 года полёты были возобновлены. Теперь испытателем самолёта был С. А. Корзинщиков. Испытания выявили целый ряд недостатков: недостаточную эффективность рулей, необходимость установки триммеров, недостаточную эффективность и надёжность водяных радиаторов, неустойчивость в полёте. По результатам испытаний было признано целесообразным устранить выявленные дефекты и использовать самолёт для проведения экспериментальных и научно-исследовательских работ.
Безоткатные орудия не оправдали возлагавшихся на них надежд и это стало одной из причин прекращения работ по проекту. Вскоре работы по пушке АПК-8 были прекращены. По этой причине необходимость в самолёте отпала. 28 марта 1936 года испытания были прекращены.

## Конструкция[4]
Особенностью конструкции самолёта было наличие динамореактивной пушки - авиационная пушка Курчевского АПК-8. Ствол пушки проходил через весь фюзеляж самолёта. Пушка была безоткатная, в хвостовом срезе самолёта находилось её сопло, в момент выстрела воздействие газов на дно снаряда уравновешивалось реактивной силой сопла.
- Крыло — низко расположенное состояло из центроплана и двух отъёмных частей, которые в плане представляли собой трапецию. Продольный силовой набор крыла состоял из трёх лонжеронов выполненных из дюралевых труб с расчалками и стрингеров. Поперечный силовой набор — нервюры ферменной конструкции. Каркас крыла образовывал кессон. На отъёмных частях крыла располагались двухсекционные щелевые элероны. Между элеронами и фюзеляжем размещались четыре секции щитков. К центроплану подвешивались мотогондолы.
- Фюзеляж — полностью гладкая обшивка с соединённая с каркасом клёпкой впотай. Силовой набор каркаса фюзеляжа состоял из двадцати шпангоутов, четырёх лонжеронов и стрингеров. В носовой части, над пушкой, размещалась закрытая кабина лётчика с прозрачным фонарём, который сдвигался назад, обеспечивая доступ в кабину. Кабина наблюдателя находилась в хвостовой части фюзеляжа и также имела сдвижной прозрачный фонарь. Сопло пушки располагалось в хвостовом обтекателе фюзеляжа.
- Оперение — Киль состоял из двух частей: нижняя часть, несъёмная, входила в конструкцию фюзеляжа и съёмная располагалась над стабилизатором. На киле крепился руль направления. Стабилизатор переставной — задние точки крепления устанавливались на кронштейны, а передние были соединены с подъёмным механизмом. На стабилизатор навешивались рули высоты.
- Силовая установка — два двигателя мощностью по 750 л. с. Винты трёхлопастные металлические диаметр 3,4 м. Двигатели устанавливались в носках мотогондол. Баки с топливом располагались в отъёмных частях крыла. Двигатели Испано-Сюиза, собирались на Рыбинском моторостроительном заводе из французских деталей.
- Шасси — полуубирающиеся в полёте закрывались створками. Стойки шасси крепились в мотогондолах за двигателями. Стойки были снабжены масляно-воздушными амортизаторами. Колёса размером 900×200 мм. Задний саморегулирующий костыль был снабжён масляно-пневматической амортизацией.
- Оборудование — питание оборудования осуществлялось от двух аккумуляторов. Напряжение сети 24 в. На самолёте была установлена приёмопередающая радиостанция. Кабина стрелка комплектовалась приборной доской, компасом и установкой для визира. В кабине пилота и стрелка предусмотрено кислородное питание.
- Вооружение — состояло из атакующего и оборонительного. Атакующее — динамореактивная пушка калибра 102 мм с запасом снарядов 16 штук, в центроплане размещались два пулемёта калибра 7,62 мм (с запасом по 1000 патронов на каждый). Оборонительное — пулемёт на турельной установке у наблюдателя с одной тысячей патронов. На самолёте были установлены оптический и кольцевой прицелы.

## Тактико-технические характеристики
Источник данных: 

Технические характеристики
- Экипаж: 2 чел.
- Длина: 11,1 м
- Размах крыла: 19,19 м
- Высота: 5,5 м
- Площадь крыла: 56,86 м²
- Максимальная взлётная масса: 5300 кг

Лётные характеристики
- Максимальная скорость: 352 км/ч на высоте 4000 м
- Боевой радиус: 300 км
- Практический потолок: 8000 м
- Скороподъёмность: 15,18 мин на высоту 5000 м

Вооружение
- Стрелково-пушечное: 1 × АПК-8; 3 × ШКАС